# Sant Roc dels Estanys
L'església de Sant Roc dels Estanys, o de l'Estany, era una església romànica tardana del poble de Basturs, dins de l'antic terme d'Orcau, de l'actual municipi d'Isona i Conca Dellà. En el Diccionario geográfico... de Pascual Madoz apareix amb l'advocació a sant Feliu i sant Jaume, el menor.
Estava situada entre els dos estanys de Basturs, i no se'n tenia cap mena de documentació. Ara bé, mentre hi foren, les seves restes permetien veure clarament una església del segle xii, feta amb carreus regulars molt ben tallats, en un edifici que fou d'una sola nau coberta amb volta de canó.
Vers 1980 fou enderrocada perquè les seves ruïnes servien de recer a passavolants.